# Gmina Kościoła Jezusa Chrystusa Świętych w Dniach Ostatnich w Kielcach
Gmina Kościoła Jezusa Chrystusa Świętych w Dniach Ostatnich w Kielcach – gmina mormońska działająca w Kielcach, należąca do polskiego katowickiego dystryktu Kościoła Jezusa Chrystusa Świętych w Dniach Ostatnich.
Siedziba gminy mieści się przy ul. Sienkiewicza 78A III piętro. Raz w tygodniu, w niedzielę o godzinie 10:00, odbywa się spotkanie sakramentalne oraz szkoła niedzielna.